# Royal Lakes
Royal Lakes est un village du comté de Macoupin, en Illinois, aux États-Unis. Il est incorporé le 23 juillet 1973,. Lors du recensement de 2010, le village comptait une population de 197 habitants.

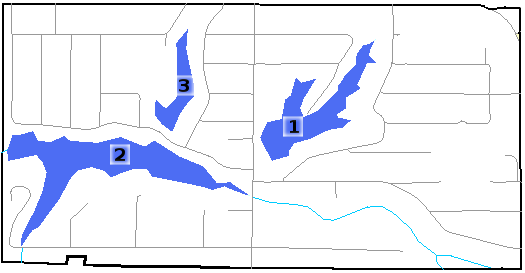
Carte des trois lacs de Royal Lakes, Illinois
1 – Lac Meshach
2 – Lac Shad
3 – Lac Shadrach

## Source de la traduction
- (en) Cet article est partiellement ou en totalité issu de l’article de Wikipédia en anglais intitulé « Royal Lakes, Illinois » (voir la liste des auteurs).